# Gabriel García Márquez

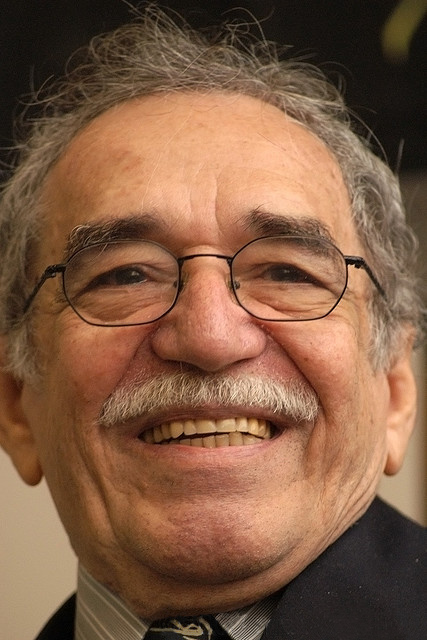
Gabriel García Márquez (2002)

Gabriel José García Márquez (* 6. März 1927 in Aracataca, Kolumbien; † 17. April 2014 in Mexiko-Stadt, Mexiko), im spanischsprachigen Raum auch bekannt als Gabo, Kosename für Gabriel, war ein kolumbianischer Schriftsteller, Journalist und Literaturnobelpreisträger. García Márquez popularisierte den Magischen Realismus, der magische Elemente in realistische Situationen integriert. Viele seiner Werke thematisieren die individuelle Isolation sowie die Isolation Lateinamerikas.

## Leben

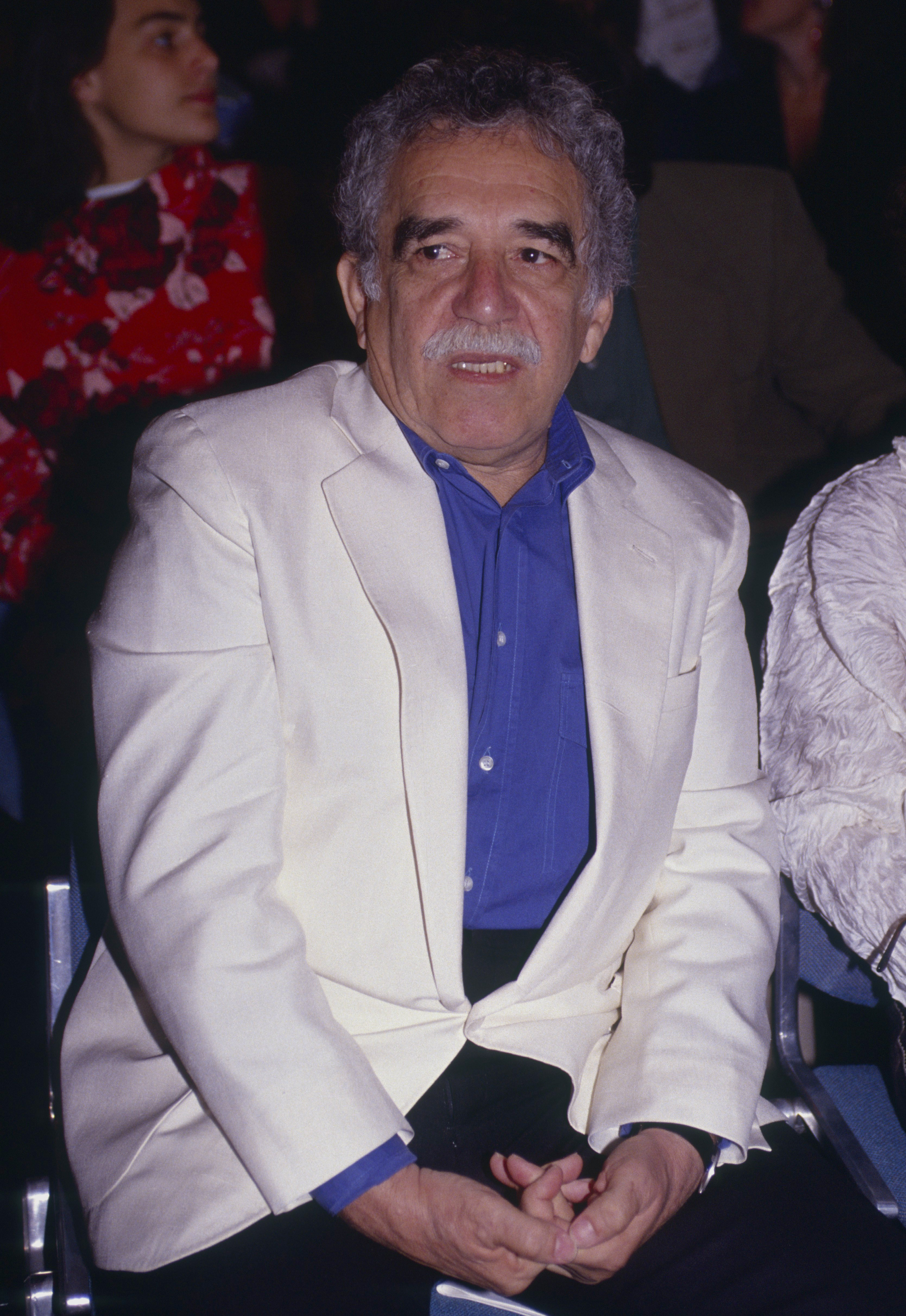
Gabriel García Márquez

Gabriel García Márquez wurde als Sohn des Telegraphisten, Homöopathen und späteren Apothekers Gabriel Eligio García Martínez und seiner Frau Luisa Santiaga Márquez Iguarán in der nordkolumbianischen Kleinstadt Aracataca nahe der Karibikküste geboren. Er war der Älteste von elf Geschwistern, sechs Brüdern und vier Schwestern. Der zweitälteste Bruder, Luis Enrique, wurde am 8. September 1928 geboren. Sein jüngster Bruder (1947–2001) hieß Eligio Gabriel Garcia Márquez und wurde ebenfalls Schriftsteller.
Über Gabriel Garcías Geburtsjahr gab es in der Literatur verschiedene Angaben. Einige Quellen gaben fälschlicherweise 1928 als Geburtsjahr an; in seiner Autobiografie nennt er selbst das Jahr 1927. Im Januar 1929 zog die Familie ins Departamento de Sucre, während er selbst in Aracataca bei seinen Großeltern mütterlicherseits aufwuchs, Doña Tranquilina Iguarán Cortés und Oberst Nicolás Ricardo Márquez Mejía, einem Veteranen des Tausendtagekriegs. Als der Großvater 1936 starb, musste Gabriel zu seinen Eltern nach Sucre zurückkehren.
Im Alter von zwölf Jahren erhielt García Márquez ein Stipendium, das ihm den Besuch des Jesuitenkollegs in Zipaquirá, 30 km nördlich von Bogotá, ermöglichte. 1946 begann er dem Wunsch seiner Eltern entsprechend ein Jurastudium an der Universidad Nacional de Colombia in Bogotá. Zu dieser Zeit lernte García Márquez auch Mercedes Barcha Pardo, seine spätere Ehefrau, kennen, die im August 2020 im Alter von 87 Jahren starb.
Gelangweilt vom Jurastudium, das er 1950 endgültig aufgab, begann García Márquez sich intensiv mit Poesie und Literatur (ganz besonders mit den Werken von Ernest Hemingway, James Joyce, Virginia Woolf und William Faulkner) zu beschäftigen.
Ab 1954 arbeitete er für die Zeitung El Espectador, wo er zunächst kleinere Geschichten und Filmrezensionen verfasste, später auch für El Universal und El Tiempo. Seine Arbeit als Journalist führte ihn in den folgenden Jahren nach Rom, Genf, Polen, Ungarn, Paris, Barcelona, Mexiko, Caracas und New York, wo 1959 sein erster Sohn Rodrigo geboren wurde.
Im selben Jahr wurde er von Fidel Castro gebeten, ein Buch über dessen siegreiche Revolution zu schreiben, und wurde ein guter Freund Castros. García Márquez hielt sich auch später oft in Kuba auf. Diese Freundschaft stand immer wieder in der Kritik: sie führte zum Bruch seiner langjährigen schriftstellerischen Freundschaft mit dem peruanischen Schriftsteller Mario Vargas Llosa, der ihn in einer Rede während des P.E.N.-Kongresses 1986 als Höfling Castros („cortesano de Castro“) bezeichnet hatte, und Susan Sontag forderte 2003 vergeblich von García Márquez, sich dem Protest gegen eine „Welle der Repression“ in Kuba anzuschließen. García Márquez war ein bekennender Sozialist.
Gabriel García Márquez schrieb Drehbücher, Kolumnen, Reportagen, Kurzgeschichten, Erzählungen, Romane und Memoiren. Mit dem in Kolumbien angesiedelten Roman Hundert Jahre Einsamkeit („Cien años de soledad“), der sich mehr als 30 Millionen Mal verkaufte, gelang ihm 1967 der Durchbruch als Schriftsteller. 1972 bekam er den Neustadt International Prize for Literature verliehen. 1982 wurde García Márquez mit dem Nobelpreis für Literatur geehrt – für seine Werke, „in denen sich das Phantastische und das Realistische […] vereinen, die Leben und Konflikt eines Kontinents widerspiegeln“. Das Preisgeld des Nobelpreises investierte er in die Gründung der Tageszeitung El Otro; 1998 wurde er Mitbesitzer der Zeitschrift Cambio.
Politisch war García Márquez sehr aktiv, was in seinen Büchern deutlich wird: Das Abenteuer des Miguel Littín beschreibt die Repressionen, die die Menschen unter der Diktatur von Augusto Pinochet in Chile erleiden mussten. Nachricht von einer Entführung handelt von der Entführung von Zivilisten durch die kolumbianische Drogenmafia.
Neben Artikeln engagierte er sich in politischer Hinsicht auch mit öffentlichen Reden wie z. B. am 6. August 1986 auf der Conferencia de Ixtapa in Mexiko zum Jahrestag des ersten Atombombenabwurfes über der japanischen Stadt Hiroshima. Im selben Jahr wurden in Valparaíso (Chile) aus politischen Gründen mehrere tausend Exemplare des Buches Das Abenteuer des Miguel Littín verbrannt. Aus politischen Gründen unterhielt sich García Márquez nicht auf Englisch.
1999 erkrankte García Márquez an Krebs und unterzog sich einer Chemotherapie. Später litt er an Demenz. Er starb am 17. April 2014 im Alter von 87 Jahren in Mexiko-Stadt, wo er überwiegend gewohnt hatte. Sowohl der Staatspräsident von Kolumbien als auch der von Mexiko sprachen bei seiner Trauerfeier. Seinen Nachlass verkauften die Erben an die University of Texas. Seit November 2015 steht er Literaturwissenschaftlern offen. Nach seiner Feuerbestattung wurde ein Teil seiner Asche am 22. Mai 2016 im Claustro de la Merced in Cartagena de Indias bestattet, ein Teil verblieb in Mexiko.
Der im März 2024 aus dem Nachlass erschienene Roman Wir sehen uns im August ist der einzige, in dem eine Frau die alleinige Hauptfigur ist.

## Rezeption

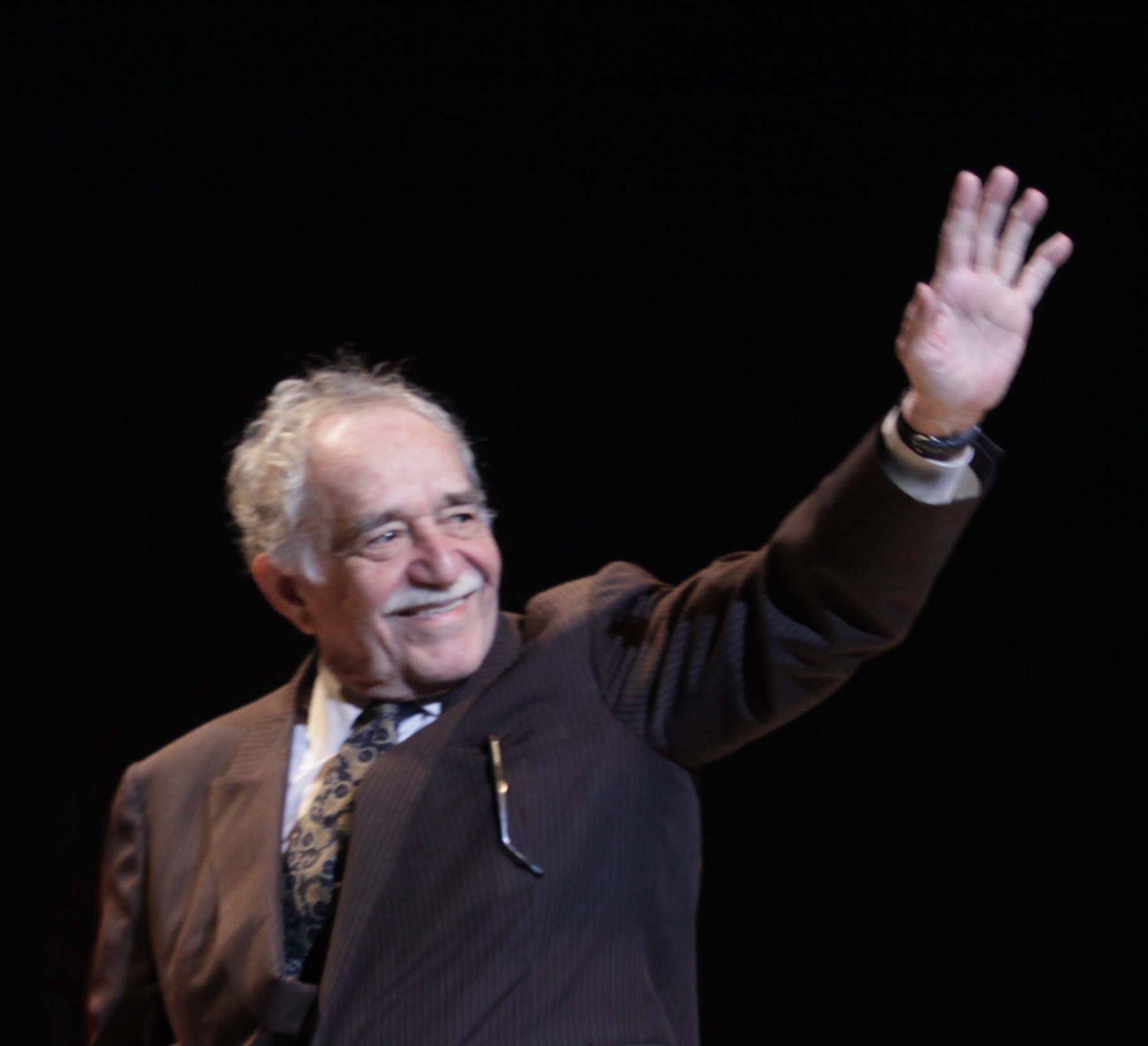
Gabriel García Márquez (2009)

Der amerikanische Literaturwissenschaftler Harold Bloom sieht das Schaffen von Márquez vor allem durch William Faulkner und Franz Kafka geprägt. In Hundert Jahre Einsamkeit treten an ihre Stelle möglicherweise Jorge Luis Borges und Alejo Carpentier als literarische Vorbilder.

## Ehrungen (Auswahl)
- 1972: Neustadt International Prize for Literature
- 1974: Ehrenmitglied der American Academy of Arts and Letters[18]
- 1981: Mitglied der Ehrenlegion
- 1982: Literatur-Nobelpreis
- 1988: Literaturpreis der Los Angeles Times

## Werke
- 1947 La tercera resignación
  - Die dritte Entsagung, dt. von Curt Meyer-Clason, In: Die Erzählungen; Kiepenheuer & Witsch, Köln 1990, ISBN 3-462-02054-4.
- 1947 Eva está dentro de su gato
  - Eva ist in ihrer Katze, dt. von Curt Meyer-Clason, In: Die Erzählungen; Kiepenheuer & Witsch, Köln 1990, ISBN 3-462-02054-4.
- 1948 La otra costilla de la muerte
  - Die andere Rippe des Todes, dt. von Curt Meyer-Clason, In: Die Erzählungen; Kiepenheuer & Witsch, Köln 1990, ISBN 3-462-02054-4.
- 1949 Amargura para tres sonámbulos
  - Bitterkeit für drei Schlafwandler, dt. von Curt Meyer-Clason, In: Die Erzählungen; Kiepenheuer & Witsch, Köln 1990, ISBN 3-462-02054-4.
- 1949 Diálogo del espejo
  - Zwiesprache mit dem Spiegel, dt. von Curt Meyer-Clason, In: Die Erzählungen; Kiepenheuer & Witsch, Köln 1990, ISBN 3-462-02054-4.
- 1950 La mujer que llegaba a las seis
  - Die Frau, die um sechs kam, dt. von Curt Meyer-Clason, In: Die Erzählungen; Kiepenheuer & Witsch, Köln 1990, ISBN 3-462-02054-4.
- 1972 Ojos de perro azul
  - Augen eines blauen Hundes: Frühe Erzählungen, dt. von Curt Meyer-Clason; Kiepenheuer & Witsch, Köln 1982, ISBN 3-462-01554-0.
- 1951 Nabo, el negro que hizo esperar a los ángeles
  - Nabo: Der Neger, der die Engel warten ließ, dt. von Curt Meyer-Clason, In: Das Leichenbegängnis der Großen Mama; Kiepenheuer & Witsch, Köln 1974, ISBN 3-462-01001-8.
- 1952 Alguien desordena estas rosas
  - Jemand bringt diese Rosen in Unordnung, dt. von Curt Meyer-Clason, In: Die Erzählungen; Kiepenheuer & Witsch, Köln 1990, ISBN 3-462-02054-4.
- 1953 La noche de los alcaravanes
  - Die Nacht der Rohrdommeln: Erste Erzählungen, dt. von Curt Meyer-Clason; Kiepenheuer & Witsch, Köln 1980, ISBN 3-462-01400-5.
- 1954 La Hojarasca
  - Laubsturm, dt. von Curt Meyer-Clason; Kiepenheuer & Witsch, Köln 1975, ISBN 3-462-01069-7.
- 1955 Monólogo de Isabel viendo llover en Macondo
  - Isabels Monolog beim Betrachten des Regens in Macondo, dt. von Curt Meyer-Clason, In: Das Leichenbegängnis der Großen Mama; Kiepenheuer & Witsch, Köln 1974, ISBN 3-462-01001-8.
- 1961 El coronel no tiene quien le escriba
  - Der Oberst hat niemand, der ihm schreibt, dt. von Curt Meyer-Clason; Kiepenheuer & Witsch, Köln 1976, ISBN 3-462-01179-0.
- 1961 El mar del tiempo perdido
  - Das Meer der verlorenen Zeit, dt. von Curt Meyer-Clason, In: Die unglaubliche und traurige Geschichte von der einfältigen Eréndira und ihrer herzlosen Großmutter; Kiepenheuer & Witsch, Köln 1986, ISBN 3-462-01762-4.
- 1962 Los funerales de la Mamá Grande
  - Das Leichenbegängnis der Großen Mama, dt. von Curt Meyer-Clason; Kiepenheuer & Witsch, Köln 1974, ISBN 3-462-01001-8.
- 1962 La mala hora
  - Unter dem Stern des Bösen, dt. von Ana Maria Brock; S. Mohn, Gütersloh 1966. (auch erschienen unter dem Titel Die böse Stunde)
- 1962 Un día de éstos
  - An einem dieser Tage, dt. von Curt Meyer-Clason, In: Das Leichenbegängnis der Großen Mama; Kiepenheuer & Witsch, Köln 1974, ISBN 3-462-01001-8.
- 1962 En este pueblo no hay ladrones
  - In diesem Dorf gibt es keine Diebe, dt. von Curt Meyer-Clason, In: Das Leichenbegängnis der Großen Mama; Kiepenheuer & Witsch, Köln 1974, ISBN 3-462-01001-8.
- 1962 La viuda de Montiel
  - Die Witwe Montiel, dt. von Curt Meyer-Clason, In: Das Leichenbegängnis der Großen Mama; Kiepenheuer & Witsch, Köln 1974, ISBN 3-462-01001-8.
- 1962 Un día después del sábado
  - Ein Tag nach dem Samstag, dt. von Curt Meyer-Clason, In: Das Leichenbegängnis der Großen Mama; Kiepenheuer & Witsch, Köln 1974, ISBN 3-462-01001-8.
- 1962 La prodigiosa tarde de Baltazar
  - Baltazars wundervoller Nachmittag, dt. von Curt Meyer-Clason, In: Das Leichenbegängnis der Großen Mama; Kiepenheuer & Witsch, Köln 1974, ISBN 3-462-01001-8.
- 1962 Rosas artificiales
  - Künstliche Rosen, dt. von Curt Meyer-Clason, In: Das Leichenbegängnis der Großen Mama; Kiepenheuer & Witsch, Köln 1974, ISBN 3-462-01001-8.
- 1963 La siesta del martes
  - Dienstag mittag, dt. von Curt Meyer-Clason, In: Das Leichenbegängnis der Großen Mama; Kiepenheuer & Witsch, Köln 1974, ISBN 3-462-01001-8.
- 1967 Cien años de soledad
  - Hundert Jahre Einsamkeit, dt. von Curt Meyer-Clason; Kiepenheuer & Witsch, Köln 1970.
- 1968 Un señor muy viejo con unas alas enormes
  - Ein sehr alter Herr mit riesengroßen Flügeln, dt. von Curt Meyer-Clason, In: Das Leichenbegängnis der Großen Mama; Kiepenheuer & Witsch, Köln 1974, ISBN 3-462-01001-8.
- 1968 El ahogado más hermoso del mundo
  - Der schönste Ertrunkene von der Welt, dt. von Curt Meyer-Clason, In: Das Leichenbegängnis der Großen Mama; Kiepenheuer & Witsch, Köln 1974, ISBN 3-462-01001-8.
- 1968 El último viaje del buque fantasma
  - Die letzte Reise des Gespensterschiffs, dt. von Curt Meyer-Clason, In: Das Leichenbegängnis der Großen Mama; Kiepenheuer & Witsch, Köln 1974, ISBN 3-462-01001-8.
- 1968 Blacamán el bueno vendedor de milagros
  - Blacamán der Gute, Wunderverkäufer, dt. von Curt Meyer-Clason, In: Das Leichenbegängnis der Großen Mama; Kiepenheuer & Witsch, Köln 1974, ISBN 3-462-01001-8.
- 1970 Relato de un náufrago
  - Die Geschichte eines Schiffbrüchigen, dt. von Gerda Schattenberg; Reclam, Leipzig 1980.
- 1970 Muerte constante más allá del amor
  - Beständiger Tod über die Liebe hinaus, dt. von Curt Meyer-Clason, In: Das Leichenbegängnis der Großen Mama; Kiepenheuer & Witsch, Köln 1974, ISBN 3-462-01001-8.
- 1972 La increíble y triste historia de la cándida Eréndira y de su abuela desalmada
  - Die unglaubliche und traurige Geschichte von der einfältigen Eréndira und ihrer herzlosen Großmutter: 7 Erzählungen, dt. von Curt Meyer-Clason; Kiepenheuer & Witsch, Köln 1986, ISBN 3-462-01762-4.
- 1973 Cuando era feliz e indocumentado (Sammlung journalistischer Texte)
- 1974 Chile, el golpe y los gringos
- 1975 El otoño del patriarca
  - Der Herbst des Patriarchen, dt. von Curt Meyer-Clason; Kiepenheuer & Witsch, Köln 1978, ISBN 3-462-01277-0.
- 1976 Crónicas y reportajes
- 1976 El rastro de tu sangre en la nieve
  - Die Spur deines Blutes im Schnee, dt. von Dagmar Ploetz und Dieter E. Zimmer, In: Zwölf Geschichten aus der Fremde; Kiepenheuer & Witsch, Köln 1993, ISBN 3-462-02238-5.
- 1976 El verano feliz de la señora Forbes
  - Der glückliche Sommer der Frau Forbes, dt. von Dagmar Ploetz und Dieter E. Zimmer, In: Zwölf Geschichten aus der Fremde; Kiepenheuer & Witsch, Köln 1993, ISBN 3-462-02238-5.
- 1978 De viaje por los países socialistas: 90 días en la cortina de hierro
- 1978 Sólo vine a hablar por teléfono
  - >>Ich bin nur zum Telefonieren gekommen<<, dt. von Dagmar Ploetz und Dieter E. Zimmer, In: Zwölf Geschichten aus der Fremde; Kiepenheuer & Witsch, Köln 1993, ISBN 3-462-02238-5.
- 1978 De viaje por los países socialistas: 90 días en la cortina de hierro
- 1978 La luz es como el agua
  - Das Licht ist wie das Wasser, dt. von Dagmar Ploetz und Dieter E. Zimmer, In: Zwölf Geschichten aus der Fremde; Kiepenheuer & Witsch, Köln 1993, ISBN 3-462-02238-5.
- 1979 García Márquez habla de García Márquez en 33 grandes reportajes
- 1979 María dos Prazeres
  - Maria dos Prazeres, dt. von Dagmar Ploetz und Dieter E. Zimmer, In: Zwölf Geschichten aus der Fremde; Kiepenheuer & Witsch, Köln 1993, ISBN 3-462-02238-5.
- 1979 Buen viaje, señor presidente
  - Gute Reise, Herr Präsident, dt. von Dagmar Ploetz und Dieter E. Zimmer, In: Zwölf Geschichten aus der Fremde; Kiepenheuer & Witsch, Köln 1993, ISBN 3-462-02238-5.
- 1980 Me alquilo para soñar
  - Ich vermiete mich zum Träumen, dt. von Dagmar Ploetz und Dieter E. Zimmer, In: Zwölf Geschichten aus der Fremde; Kiepenheuer & Witsch, Köln 1993, ISBN 3-462-02238-5.
- 1980 Diecisiete ingleses envenenados
  - Siebzehn vergiftete Engländer, dt. von Dagmar Ploetz und Dieter E. Zimmer, In: Zwölf Geschichten aus der Fremde; Kiepenheuer & Witsch, Köln 1993, ISBN 3-462-02238-5.
- 1980 Espantos de agosto
  - Augustspuk, dt. von Dagmar Ploetz und Dieter E. Zimmer, In: Zwölf Geschichten aus der Fremde; Kiepenheuer & Witsch, Köln 1993, ISBN 3-462-02238-5.
- 1981 Crónica de una muerte anunciada
  - Chronik eines angekündigten Todes, dt. von Curt Meyer-Clason; Kiepenheuer & Witsch, Köln 1981, ISBN 3-462-01472-2.
- 1981 Obra periodística 1: Textos costeños (1948–1952)
  - Die Giraffe aus Barranquilla: Journalistische Arbeiten 1948-1952, dt. von Hildegard Moral; Kiepenheuer & Witsch, Köln 1984, ISBN 3-462-01608-3.
- 1981 La santa
  - Die Heilige, dt. von Dagmar Ploetz und Dieter E. Zimmer, In: Zwölf Geschichten aus der Fremde; Kiepenheuer & Witsch, Köln 1993, ISBN 3-462-02238-5.
- 1982 Viva Sandino
  - Die Geiselnahme, dt. von Tom Königs; Hammer, Wuppertal 1982, ISBN 3-87294-214-X. (Drehbuch)
- 1982 mit Plinio Apuleyo Mendoza El olor de la guayaba
  - Der Geruch der Guayave: Gespräche mit Plinio Apuleyo Mendoza, dt. von Tom Königs; Kiepenheuer & Witsch, Köln 1983, ISBN 3-462-01595-8.
- 1982 Obra periodística 2: Entre cachacos (1954–1955)
  - Der Beobachter aus Bogotá: Journalistische Arbeiten 1954-1955, dt. von Hildegard Moral; Kiepenheuer & Witsch, Köln 1985, ISBN 3-462-01670-9.
- 1982 Tramontana
  - Tramontana, dt. von Dagmar Ploetz und Dieter E. Zimmer, In: Zwölf Geschichten aus der Fremde; Kiepenheuer & Witsch, Köln 1993, ISBN 3-462-02238-5.
- 1982 El avión de la bella durmiente
  - Dornröschens Flugzeug, dt. von Dagmar Ploetz und Dieter E. Zimmer, In: Zwölf Geschichten aus der Fremde; Kiepenheuer & Witsch, Köln 1993, ISBN 3-462-02238-5.
- 1983 Obra periodística 3: De Europa y América (1955–1960)
  - Zwischen Karibik und Moskau: Journalistische Arbeiten 1955-1959, dt. von Hildegard Moral; Kiepenheuer & Witsch, Köln 1986, ISBN 3-462-01790-X.
- 1985 El amor en los tiempos del cólera
  - Die Liebe in den Zeiten der Cholera, dt. von Dagmar Ploetz; Kiepenheuer & Witsch, Köln 1987, ISBN 3-462-01804-3. (Platz 1 der Spiegel-Bestsellerliste in den Jahren 1987 und 1988)
- 1986 La aventura de Miguel Littín clandestino en Chile
  - Das Abenteuer des Miguel Littín: Illegal in Chile, dt. von Ulli Langenbrinck; Kiepenheuer & Witsch, Köln 1987, ISBN 3-462-01867-1.
- 1986 El cataclismo de Damocles
- 1989 El general en su laberinto
  - Der General in seinem Labyrinth., dt. von Dagmar Ploetz; Kiepenheuer & Witsch, Köln 1989, ISBN 3-462-02013-7.
- 1990 Primeros reportajes
- 1991 Obra periodística 5: Notas de prensa (1961–1984)
  - Dornröschens Flugzeug: Journalistische Arbeiten 1961-1984, dt. von Svenja Becker u. a.; Kiepenheuer & Witsch, Köln 2008, ISBN 978-3-462-03975-7.
- 1992 Doce cuentos peregrinos
  - Zwölf Geschichten aus der Fremde, dt. von Dagmar Ploetz und Dieter E. Zimmer; Kiepenheuer & Witsch, Köln 1993, ISBN 3-462-02238-5.
- 1994 Diatriba de amor contra un hombre sentado
  - Liebestirade gegen einen sitzenden Mann: Monolog in einem Akt, dt. von Dagmar Ploetz; Theaterverlag Kiepenheuer & Witsch, Köln 1989.
- 1994 Del amor y otros demonios
  - Von der Liebe und anderen Dämonen, dt. von Dagmar Ploetz; Kiepenheuer & Witsch, Köln 1994, ISBN 3-462-02360-8.
- 1995 Como se cuenta un cuento
- 1995 Me alquilo para soñar
- 1996 Noticia de un secuestro
  - Nachricht von einer Entführung, dt. von Dagmar Ploetz; Kiepenheuer & Witsch, Köln 1996, ISBN 3-462-02566-X.
- 1998 La bendita manía de contar
- 1999 Obra periodística 4: Por la libre (1974–1995)
  - Frei sein und unabhängig: Journalistische Arbeiten 1974-1995, dt. von Svenja Becker u. a.; Kiepenheuer & Witsch, Köln 2000, ISBN 3-462-02930-4.
- 2001 El amante inconcluso y otros textos de prensa
- 2002 Vivir para contarla
  - Leben, um davon zu erzählen, dt. von Dagmar Ploetz; Kiepenheuer & Witsch, Köln 2002, ISBN 3-462-03028-0. (Autobiografie)
- 2004 Memoria de mis putas tristes
  - Erinnerung an meine traurigen Huren, dt. von Dagmar Ploetz; Kiepenheuer & Witsch, Köln 2004, ISBN 3-462-03452-9.
- 2010 Yo no vengo a decir un discurso
  - Ich bin nicht hier, um eine Rede zu halten, dt. von Dagmar Ploetz und Silke Kleemann; Kiepenheuer & Witsch, Köln 2012, ISBN 978-3-462-04476-8.
- 2013 Gabo periodista
- 2014 La nostalgia de las almendras amargas
- 2015 Gabo contesta
- 2024 En agosto nos vemos
  - Wir sehen uns im August, dt. von Dagmar Ploetz; Kiepenheuer & Witsch, Köln 2024, ISBN 978-3-462-00642-1.

## Verfilmungen
Literarische Vorlage
- 1978: Das Meer der verlorenen Zeit (El mar del tiempo perdido)
- 1979: Die Witwe des Montiel (La viuda de Montiel)
- 1982: Die unglaubliche und traurige Geschichte von der unschuldigen Eréndira und ihrer herzlosen Großmutter (La increíble y triste historia de la cándida Eréndira y de su abuela desalmada) (auch Drehbuch)
- 1986: Chronik eines angekündigten Todes (italienischer Originaltitel Cronaca di una morte annunciata)
- 1988: Der Sommer mit Frau Forbes (El verano de la Señora Forbes)
- 1988: Ich bin der, den du suchst... (Yo soy el que tu buscas)
- 1990: Ein blutroter Morgen (Xuese qing chen)
- 1999: Keine Post für den Oberst (El coronel no tiene quien le escriba)
- 2007: Die Liebe in den Zeiten der Cholera (El amor en los tiempos del cólera)
- 2010: Von der Liebe und anderen Dämonen (Del amor y otros demonios)
- 2011: Erinnerung an meine traurigen Huren (Memoria de mis putas tristes)
- 2024: Hundert Jahre Einsamkeit (Cien años de soledad, Fernsehserie)

Drehbuch
- 1965: Zeit des Sterbens (Tiempo de morir)
- 1982: Die unglaubliche und traurige Geschichte von der unschuldigen Eréndira und ihrer herzlosen Großmutter (Eréndira)
- 1982: Die Geiselnahme (¡Viva Sandino!)
- 1985: Zeit zu sterben (Tiempo de revancha)
- 1988: Briefe aus dem Park (Cartas del parque)
- 1988: Das Wunder von Rom (Milagro en Roma)
- 1988: Die schöne Taubenzüchterin (La fabula della bella palomera)
- 1988: Ein sehr alter Mann mit großen Flügeln (Un señor muy viejo con unas alas enormes)
- 1988: Einen Sonntag lang Glück (Un domingo feliz)

## García Márquez als Literaturmotiv
- In Claudia Amenguals Roman Cartagena (2015) nimmt García Márquez eine wichtige Rolle ein.